# Ірсіна
Ірсіна (італ. Irsina) — муніципалітет в Італії, у регіоні Базиліката, провінція Матера.
Ірсіна розташована на відстані близько 340 км на схід від Рима, 39 км на схід від Потенци, 33 км на захід від Матери.
Населення — 4988 осіб (2014).
Щорічний фестиваль відбувається 16 вересня. Покровитель — Sant'Eufemia di Calcedonia.

## Демографія
Населення за роками:

Станом на 1 січня 2023 року в муніципалітеті офіційно проживав 431 іноземець з 38 країн, серед них 103 громадяни країн Євросоюзу та 3 громадяни України.

## Сусідні муніципалітети
- Дженцано-ді-Луканія
- Грассано
- Гравіна-ін-Пулья
- Гроттоле
- Оппідо-Лукано
- Тольве
- Трикарико